# Return to Zork
Return to Zork est un jeu d'aventure développé par Infocom et édité par Activision en 1993. Il s'agit du sixième épisode de la série Zork, et le premier de cette même série à ne plus être un jeu textuel.

## Synopsis
Le joueur incarne le gagnant d'une loterie qui vient de remporter quatre jours de vacances tous frais payés à la Vallée des Moineaux ; une fois arrivé dans la petite ville de Shanbar, il pourra même visiter les grottes qui prouvent l'existence du Grand Empire Souterrain de Zork.
Malheureusement, le joueur découvre rapidement que d'étranges évènements perturbent la tranquillité des lieux... La Vallée des Moineaux est envahie par les vautours, et la moitié de Shanbar s'est même volatilisée. Il faut donc découvrir ce qui se passe et tenter d'y mettre un terme.

## Système de jeu
L'interface se contrôle principalement à la souris : cliquer sur les objets fait apparaitre un menu permettant d'interagir de multiples façons avec l'objet sélectionné, et les déplacements s'effectuent en cliquant sur les flèches qui apparaissent lorsqu'un mouvement est possible. Pour parler avec quelqu'un, le joueur choisit une attitude (souriant, perplexe, en colère, etc.) qui peut modifier ce que raconte son interlocuteur.
Un appareil photographique instantané permet de prendre des clichés des lieux visités ; ceux-ci peuvent ensuite être montrés aux personnes rencontrées pour obtenir des précisions durant les conversations. Un magnétophone permet d'enregistrer les dialogues, puis de les réécouter. La carte des lieux visités se met à jour automatiquement. Un calepin, obtenu aux premiers moments de l'aventure, consignera les différents éléments à retenir pour progresser. Un télé-globe (objet ressemblant à une boule de cristal) permet de communiquer avec un sorcier, qui donne différents indices en cours de partie. Enfin, le joueur peut suivre ses progrès grâce à un système de score, qui augmente alors que les différentes énigmes sont résolues.

## Distribution
Plusieurs acteurs ont participé à ce jeu :
- Jason Hervey : le roi troll
- Sam J. Jones : l'archer aveugle
- Allison Joy Langer : Rebecca Snoot
- Robyn Lively : la fée
- Howard Mann : le gardien de phare

## Réception
Le jeu a globalement été apprécié par la presse spécialisée. Adventure Classic Gaming rappelle que de tels changements, entre les jeux précédents et cette nouvelle mouture, pouvaient faire craindre le pire mais que le jeu, non exempt de défauts, s'en tire plutôt avec les honneurs . Un des problèmes majeurs soulevés par le site est le plantage intempestif du jeu, il faut donc sauvegarder en permanence sa partie sous peine de perdre toute avancée dans l'aventure. La difficulté de certains puzzles est également mise en avant avec la non possibilité de corriger le tir si on s'est trompé sur un puzzle. Il faudra alors refaire tout le jeu puisque certains puzzles non résolus ou mal résolus vont bloquer le joueur à un moment ou un autre.